# Sücheegijn Cerenczimed
Sücheegijn Cerenczimed (ur. 24 lutego 1995) – mongolska zapaśniczka w stylu wolnym. Złota medalistka mistrzostw świata w 2014; srebrna w 2015 i 2024 roku. 
Trzecia na igrzyskach azjatyckich w 2014 i ósma w 2022. Zdobyła brązowy medal na mistrzostwach Azji w 2011, 2014, 2019 i 2024. Trzecia w Pucharze Świata w 2015 i 2022; piąta w 2014 i dziewiąta w 2013. Wicemistrzyni igrzysk wojskowych w 2019. Wojskowa mistrzyni świata z 2014 i 2023; trzecia w 2018. Trzecia na MŚ U-23 w 2018. Najlepsza na MŚ juniorów w 2013 roku.